# 余国春
余国春，大紫荊勳賢，GBS，JP（1951年9月16日—），男，籍貫广东梅县，生於印尼，香港商人，香港裕華國貨有限公司董事长，香港廣東社團總會永遠名譽主席，民建聯成員、 第十一届、十二届全国政协常务委员。余連慶家族成員。

## 背景
余国春在1951年9月16日生於印尼雅加達，籍貫广东省梅州市梅县区松口镇，1965年至1970年就讀澳洲 Canberra Grammar School，1971年至1973年於麥覺理大學完成會計學學士課程。他在1974年為澳洲會計師公會會員，同年出任香港裕華國貨有限公司副經理，1977年升為總裁及副總經理，1983年擔任董事總經理，及至1986年兼任主席一職，同年3月18日，在第六屆全國政協常委會第十一次會議中，獲補選為全國政協委員，隨後在1988、1993、1998、2003年，他亦連續四屆（第七至十屆）擔任全國政協委員（2003年升為全國政協常委），2008年，余國春当选第十一届全国政协常务委员，代表特邀香港人士，分入第五十二组。2018年1月，当选第十三届全国政协委员。2019年7月1日，余國春獲授大紫荊勳章。
2023年，余國春正式卸任全國政協香港委員，交棒予弟弟余鵬春。

## 個人生活
余國春於1978年與余游素子在香港結婚，婚後育有2子1女。

## 名下馬匹
余國春和弟弟余鵬春、兒子余偉傑、女兒余家裕是香港賽馬會會員，名下馬匹包括「春盈」、「正義駒」、「年年有裕」。

## 外部連結
- 香港浸會大學-余國春 （页面存档备份，存于）
- 香港中華總商會 （页面存档备份，存于）